# ناتاشا کیژار
ناتاشا کیژار (به انگلیسی: Nataša Kejžar) (زادهٔ ۱۴ اکتبر ۱۹۷۶) شناگر اهل اسلوونی است.